# Brachygalea lavata
Brachygalea lavata là một loài bướm đêm trong họ Noctuidae.